# Rivergrove
Rivergrove és una població dels Estats Units a l'estat d'Oregon. Segons el cens del 2000 tenia 324 habitants.

## Demografia
Segons el cens del 2000, Rivergrove tenia 324 habitants, 117 habitatges, i 87 famílies. La densitat de població era de 695 habitants per km².
Dels 117 habitatges en un 34,2% hi vivien nens de menys de 18 anys, en un 69,2% hi vivien parelles casades, en un 3,4% dones solteres, i en un 24,8% no eren unitats familiars. En el 18,8% dels habitatges hi vivien persones soles el 4,3% de les quals corresponia a persones de 65 anys o més que vivien soles. El nombre mitjà de persones vivint en cada habitatge era de 2,77 i el nombre mitjà de persones que vivien en cada família era de 3,18.
Per edats la població es repartia de la següent manera: un 27,5% tenia menys de 18 anys, un 4,3% entre 18 i 24, un 28,7% entre 25 i 44, un 32,4% de 45 a 60 i un 7,1% 65 anys o més.
L'edat mediana era de 39 anys. Per cada 100 dones de 18 o més anys hi havia 102,6 homes.
La renda mediana per habitatge era de 85.000$ i la renda mediana per família de 93.212$. Els homes tenien una renda mediana de 58.125$ mentre que les dones 40.500$. La renda per capita de la població era de 31.546$. Aproximadament el 4,8% de les famílies i el 4,7% de la població estaven per davall del llindar de pobresa.

## Poblacions més properes
El següent diagrama mostra les poblacions més properes.